# Panavision

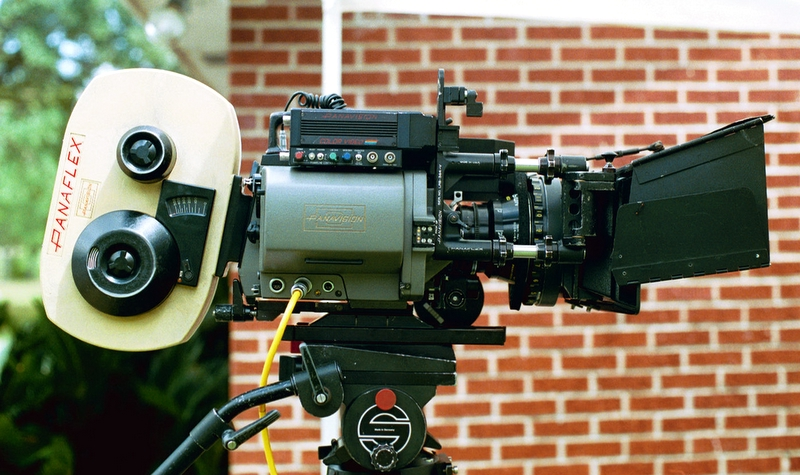
Panavisions filmkamera Panaflex.(Foto 2006)

Panavision är ett företag som specialiserar sig på filmkameror och filmkameralinser, baserat i Woodland Hills, Kalifornien. Företaget grundades 1953 av Robert Gottschalk för att tillverka anamorfiska projektionslinser under widescreen-boomen på 1950-talet, och expanderade sina produktlinjer för att möta kraven hos moderna filmmakare. Företaget introducerade sina första produkter 1954, ursprungligen som leverantör av Cinemascope-tillbehör; företagets anamorfiska widescreen-linser blev snart industriledande. År 1972 revolutionerade Panavision filmskaparkonsten med den relativt lätta 35-millimeters filmkameran Panaflex. Företaget har introducerat andra banbrytande kameror som Millennium XL (1999) samt Genesis (2004) för digital film.
Panavision drivs uteslutande som en uthyrningsfirma – företaget äger alla sina produkter, till skillnad från de flesta konkurrenterna. Detta tillåter investering i forskning och utveckling (FoU) utan att störas av eventuella fluktuationer i försäljningspriser.